# Бразильско-литовские отношения
Бразильско-литовские отношения — двусторонние дипломатические отношения между Бразилией и Литвой. Государства являются членами Всемирной торговой организации и Организации Объединённых Наций.

## История
Согласно записи 1866 года, первым литовцем, ступившим на бразильскую землю, был полковник Андрюс Виштеляускас. Его задачей стала помощь бразильским вооружённым силам в Парагвайской войне (1864—1870). Жизнь Анрюса Виштеляускаса в Бразилии, возможно, оказала влияние на людей на родине благодаря его рассказам, после возвращения. Спустя несколько лет в Бразилию прибыла группа иммигрантов с семьями из Литвы. В 1890 году двадцать пять литовских семей жили в Бразилии. Их пунктом назначения стал недавно основанный населенный пункт Ижуи, расположенный на плодородной почве северо-западной части штата Риу-Гранди-ду-Сул. В период между 1920 и 1930 годами в Бразилии проживало около 30 000 литовцев.
В 1921 году Бразилия признала независимость Литвы, которая в 1944 году была присоединена к СССР. 5 ноября 1991 года Бразилия вновь признала независимость Литвы после распада СССР.
В марте 1996 года премьер-министр Литвы Альгирдас Бразаускас посетил Бразилию с официальным визитом. В ноябре 2002 года Литву посетил министр иностранных дел Бразилии Селсо Лафер. В июле 2008 года президент Литвы Валдас Адамкус посетил с официальным визитом Бразилию и подписал Соглашение о культурном сотрудничестве между двумя странами. В июне 2012 года президент Литвы Даля Грибаускайте посетила Бразилию для участия в Конференции ООН по устойчивому развитию Рио+20 в Рио-де-Жанейро.
В 2011 году Бразилия открыла почётное консульство в Вильнюсе. В 2012 году Литва закрыла посольство в Буэнос-Айресе (Аргентина) (своё единственное посольство в Латинской Америке) и вскоре после этого открыла генеральное консульство в Сан-Паулу. В Сан-Паулу проживает вторая по величине община литовской диаспоры в Латинской Америке после Буэнос-Айреса.

## Диаспора
В Бразилии проживает от 200 000 до 300 000 граждан, имеющих литовское происхождение. Бразилия занимает второе место в мире по численности литовской диаспоры (после США).

## Дипломатические представительства
- Интересы Бразилии в Литве представлены через посольство в Копенгагене (Дания) и почётное консульство в Вильнюсе[5].
- У Литвы имеется генеральное консульство в Сан-Паулу[6].